# Liubomir Bodúrov
Liubomir Uzúnov Bodúrov, búlgar: Любомир Узунов Бодуров (* 14 de novembre de 1925 a Burgàs, Regne de Bulgària † abril de 1992 a Sofia, Bulgària) fou un tenor búlgar que forma part de la tercera generació de tenors «d'or» búlgars, que van treballar a Bulgària i van gaudir de reconeixement internacional, però van romandre al seu país malgrat les bones ofertes que van rebre per treballar a l'estranger.

## Biografia
Nascut el 14 d'octubre de 1925 a la ciutat de Burgàs, en una família d'artistes, cantants, músics i poetes Liubomir Bodúrov va començar a estudiar cant amb Gueorgui Zlàtev-Txerkin, i més tard, quan ja tenia vint-i-quatre anys, va anar a Sofia, decidit a convertir-se en cantant professional, i immediatament es va unir al cor "Gusla".
El 1950 feu el seu debut en el recentment inaugurat Teatre Nacional de Música - amb el director Stèfan Makedonski. L'acceptaren a causa de la veu i la figura escènica, un fet que és poc habitual per als tenors. El 13 d'abril, va debutar amb un paper important: el personatge d'Adam a l'òpera Der Vogelhändler de Carl Zeller. Amb una gravació de ràdio en estudi de l'ària de l'heroi, Lubomir Bodúrov es va fer popular, tot i que encara era un debutant. A l'òpera hi va treballar des del 1950 fins al 1957, i es va confirmar com a primer tenor en tota la seva extensió, així que va començar a treballar amb una professora de cant, la mezzosoprano Konstantsa Kírova, del conservatori i l'Òpera de Sofia.

## Activitat creativa
El 1956 Liubomir Bodúrov es va especialitzar, a Moscou i Leningrad, al Teatre Bolxoi on 1 d'abril del mateix any va fer el seu debut com a cantant d'òpera en el paper de Don José a l'òpera Carmen de Bizet i preparà un altre paper, aquest cop el de Hermann, a La dama de piques de Txaikovski. Juntament amb els papers protagonistes arribaren les primeres gires a diferents teatres del país i a l'estranger, així com els primers premis de diversos concursos de cant.
Molts foren els papers que Liubomir Bodúrov va interpretar durant 36 temporades: no només d'autors búlgars, russos, italians o alemanys (principalment dels clàssics) sinó també nous títols de compositors com ara Màistori, búlgar: Майстори de Paraixkev Hadjíev, Ivailo, búlgar: Ивайло de Marín Golemínov, òperes d'Aleksàndar Ràitxev, Liubomir Pipkov, Aleksàndar Iòssifov i altres. Interpretà molts papers en el repertori de tenor central d'obres de Verdi, Puccini, Mascagni, Donizetti, Bizet, Gounod, Txaikovski, Prokófiev i altres. Entre ells destaquen principalment Don Carlos (a Don Carlos), Don José (a Carmen), Lohengrin (a Lohengrin), Sadkó (a Sadkó) Cavaradossi (a Tosca) Cavaller Des Grieux (a Manon Lescaut) i altres.
Liubomir Bodúrov va romandre a l'escena durant 36 anys. El tenor cantà al costat d'artistes de la talla de Borís Khrístov, Nikolai Guiaúrov, Nikola Guiussèlev, Assèn Selimski i Assèn Gerdjíkov. Tingué com a parelles artístiques a moltes dives de l'òpera: Guena Dimitrova, Kàtia Popova, Aleksandrina Míltxeva, Iúlia Víner-Txenixeva, Maria Bohatxek, Nàdia Afeian i altres.
En els seus anys daurats, el tenor va actuar per escenaris de tot Europa, entre d'altres Praga, Brno, Bratislava, Bucarest, Sinaia, Varsòvia i Atenes. La temporada 1967-1968 actuà al Gran Teatre del Liceu interpretant Hermann a La dama de piques.
Els crítics d'òpera estrangers es prodigaren en elogis i, a Bulgària, rebé tots el títols i premis possibles en aquella època. Liubomir Bodúrov fou solista a l'Òpera Nacional de Sofia fins al 1986 quan, greument malalt, hagué de posar fi a la seva carrera de cantant. Va morir l'abril de 1992, a Sofia, amb 66 anys.

## Premis
- El 1954, a Praga, es va convertir en el guanyador del concurs internacional "Ema Destinnová i Karel Burian".
- El 1955, a Varsòvia, es va convertir en el guanyador del V Festival Mundial de la Joventut i els Estudiants.